# 巴科泰尔
巴科泰尔（Paktel）是巴基斯坦第三大移动运营商，2007年1月电信运营商米雷康姆(Millicom)以2.84亿美元的价格，把旗下巴科泰尔有限公司88.86%股份出售给中国移动集团，从而成为中国移动全资子公司，同时被更名为China Mobile Pakistan (CMPak)。
2008年，巴科泰尔更名为Zong。